# Danavadi, Bhadravati
Danavadi là một làng thuộc tehsil Bhadravati, huyện Shimoga, bang Karnataka, Ấn Độ.